# Alt-Wiener Tanzweisen

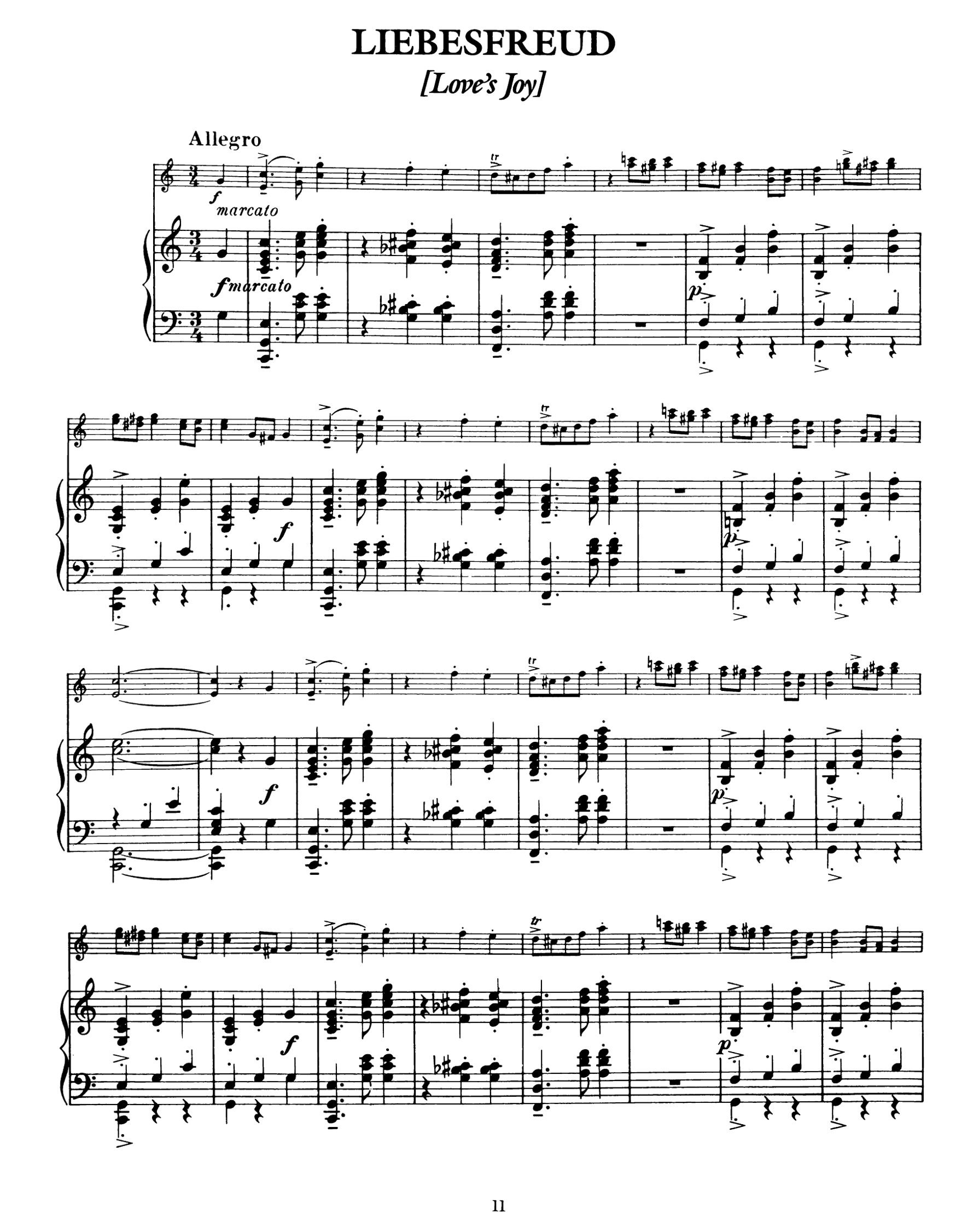
Partition

Alt-Wiener Tanzweisen (Vieux airs de danse viennois) est un recueil de trois courtes pièces pour violon et piano composées par Fritz Kreisler.
La date de leur composition est inconnue. Elles furent publiées en 1905 et attribuées délibérément et faussement à Joseph Lanner. Elles firent partie du répertoire de Kreisler dès avant 1910, lorsque celui-ci les déposa sous son propre nom,.
Les trois pièces du recueil sont généralement jouées indépendamment. Ce sont :
- Liebesfreud (Plaisir d'amour) ;
- Liebesleid (Chagrin d'amour)[3] ;
- Schön Rosmarin (Joli romarin).

Kreisler jouait le plus souvent ces pièces comme bis lors de ses concerts. En 1911, il en publia un arrangement pour piano solo. Elles ont été orchestrées et transposées pour de nombreux instruments. Deux d'entre elles, Liebesleid et Liebesfreud ont fait l'objet de transcriptions virtuoses pour piano solo par l'ami de Kreisler, Sergueï Rachmaninoff (Liebesleid en 1921, Liebesfreud en 1925), qui en réalisa également l'enregistrement.
Les Comedian Harmonists en ont créé une version chantée sur des paroles de Marischka, titrée aussi Die Liebe kommt, die Liebe geht (l’amour s’en vient, l’amour s’en va). Max Raabe l’a également chantée.